# Добриново (Бургасская область)
Добриново (болг. Добриново) — село в Бургасской области Болгарии. Входит в состав общины Карнобат. Находится примерно в 21 км к югу от центра города Карнобат и примерно в 45 км к западу от центра города Бургас. По данным переписи населения 2011 года, в селе  проживало 135 человек, преобладающая национальность — болгары.

## Население
| Год     | 1934 | 1946 | 1956 | 1965 | 1975 | 1985 | 1992 | 2001 | 2011 |
| ------- | ---- | ---- | ---- | ---- | ---- | ---- | ---- | ---- | ---- |
| Жителей | 1336 | 1369 | 1216 | 928  | 527  | 356  | 301  | 243  | 135  |

|  |